# Pangonius powelli
Pangonius powelli är en tvåvingeart som först beskrevs av Seguy 1930.  Pangonius powelli ingår i släktet Pangonius och familjen bromsar.
Artens utbredningsområde är Marocko. Inga underarter finns listade i Catalogue of Life.